# غرغين أباد (جلغة بهاباد)
غرغین أباد (بالفارسية: گرگین‌آباد) هي قرية تقع في إيران في يزد. يقدر عدد سكانها بـ 368 نسمة .